# Henrik Shipstead
Henrik Shipstead (Contea di Kandiyohi, 8 gennaio 1881 – Alexandria, 26 giugno 1960) è stato un politico statunitense. È stato senatore al Congresso americano come membro del partito Contadino-Laburista dal 1923 al 1941 e come repubblicano dal 1941 al 1947.

## Biografia
Shipstead nacque in una fattoria del Minnesota nel 1881 da immigrati norvegesi. All'inizio del ventesimo secolo cominciò la pratica odontoiatrica. Si avvicinò alla politica come repubblicano ma nel 1922 fu eletto al Senato degli Stati Uniti con un nuovo partito del Minnesota chiamato Partito Contadino-Laburista. Nonostante questo fosse un partito di sinistra, Shipstead rigettava le tesi anti-capitaliste di alcuni membri.
Durante la sua permanenza in Senato si oppose alla Società delle Nazioni e alla Corte permanente di giustizia internazionale. Chiese la cancellazione dei debiti della Germania post-bellica perché gli sembravano troppo vendicativi. Si oppose all'occupazione americana di Haiti, della Repubblica Dominicana e di Nicaragua. Riteneva che questi interventi, frutto del Corollario Roosevelt alla dottrina Monroe, trasformassero gli Stati Uniti in un arrogante "poliziotto del continente occidentale".
Shipstead, nonostante le sue opposizioni, non si considerò mai un "isolazionista". Mentre favoreggiava per una politica americana di non intervento bellico, si oppose al Smoot-Hawley Tariff del 1930 (legge che aumentava i dazi doganali) definendola "una delle più grandi e più feroci politiche isolazioniste che questo governo abbia mai emanato", sostenendo che questa legge avrebbe aumentato il prezzo ai consumatori e reso i monopolisti ancora più ricchi.
Assieme al rappresentante del Massachusetts, Robert Luce, scrisse il progetto di legge per allargare la competenza della Commissione di Belle Arti ai nuovi edifici situati su terreni privati vicini a quelli di proprietà federale. Il progetto di legge, diventato poi legge Shipstead-Luce, è ancora in vigore.
Shipstead lasciò il partito Contadino-Laburista negli anni '30 quando membri di ispirazione comunista ne presero il controllo. Nel 1940, si ricandidò al Senato con i repubblicani riuscendo a vincere l'elezione. In questo periodo, fu uno dei più tenaci oppositori all'intervento armato in guerra voluto da Franklin D. Roosevelt. Tuttavia, votò a favore della dichiarazione di guerra dopo l'attacco di Pearl Harbor.
Nel 1945, Shipstead fu l'unico senatore, assieme a William Langer, a votare contro lo Statuto delle Nazioni Unite. Questo voto rappresentò per lui un suicidio politico.
Un piccolo gruppo di "internazionalisti", guidati dal governatore Edward John Thye e l'ex governatore Harold Stassen, presero il controllo del partito repubblicano del Minnesota. Nel 1946, perse le primarie repubblicane contro Thye. Dopo quest'ultimo atto politico, Shipstead si ritirò nel Minnesota occidentale rurale, dove morì nel 1960.